# Campeonato Africano de Atletismo de 2018 - Revezamento 4x400 m feminino
A prova dos 4 x 400 metros estafetas feminino do Campeonato Africano de Atletismo de 2018 foi disputada no dia 5 de agosto, no Estádio Stephen Keshi, em Asaba,  na Nigéria. 

## Recordes
Antes desta competição, os recordes mundiais e do campeonato nesta prova eram os seguintes:
|                       | Nome                                                             | Nacionalidade   | Tempo     | Local   | Data                 |
| --------------------- | ---------------------------------------------------------------- | --------------- | --------- | ------- | -------------------- |
| Recorde mundial       | Tatyana Ledovskaya, Olga Nazarova Mariya Pinigina, Olha Bryzhina | União Soviética | 3m 15s 17 | Seul    | 1 de outubro de 1988 |
| Recorde do campeonato | Jeanelle Griesel, Wenda Nel Justine Palframan, Caster Semenya    | África do Sul   | 3m 28s 49 | Durban  | 26 de junho de 2016  |
| Recorde africano      | Olabisi Afolabi, Fatima Yusuf Charity Opara, Falilat Ogunkoya    | Nigéria         | 3m 21s 04 | Atlanta | 3 de agosto de 1996  |

## Medalhistas
| Ouro                                                                          | Prata                                                                       | Bronze                                                                      |
| Nigéria · Patience Okon GeorgeAbike Egbeniyi · Folashade Abugan · Yinka Ajayi | Quênia · Maureen Jelagat · Hellen Syombua · Navian Michira · Veronica Mutua | Zâmbia · Quincy Malekani · Abygirl Sepiso · Majory Chisanga · Rhodah Njobvu |

## Cronograma
Todos os horários são locais (UTC+1). 
| Data        | Hora  | Evento |
| ----------- | ----- | ------ |
| 5 de agosto | 19:15 | Final  |

## Resultado final
| Posição           | Nacionalidade | Atletas                                                                       | Tempo   | Notas            |
| ----------------- | ------------- | ----------------------------------------------------------------------------- | ------- | ---------------- |
| Medalha de ouro   | Nigéria       | Patience Okon George, Abike Egbeniyi, Folashade Abugan, Yinka Ajayi           | 3:31.17 |                  |
| Medalha de prata  | Quênia        | Maureen Jelagat, Hellen Syombua, Navian Michira, Veronica Mutua               | 3:35.45 |                  |
| Medalha de bronze | Zâmbia        | Quincy Malekani, Abygirl Sepiso, Majory Chisanga, Rhodah Njobvu               | 3:38.18 | Recorde nacional |
| 4                 | Botswana      | Goitseone Seleka, Loungo Matlhaku, Tsaone Sebele, Galefele Moroko             | 3:42.16 |                  |
| 5                 | Etiópia       | Worknesh Mesele, Gebreyohannis Firezewa, Gebeyanesh Gadecha, Frehiywot Wondie | 3:44.84 |                  |
| 5                 | Camarões      | Audrey Nkansao, Lilian Nguetsa, Ngouyaka Angounou, ?                          | 3:45.63 |                  |
| 6                 | Senegal       |                                                                               | DNS     |                  |
| 6                 | Uganda        |                                                                               | DNS     |                  |

Legenda
| Recorde mundial       | Recorde mundial (World record)               |                       | Recorde africano                      | Recorde africano (African) |                                           | Q | Classificado por posição (Qualified) |
| Recorde do campeonato | Recorde do campeonato (Championship record)  | Recorde da América    | Recorde da América (Americas)         | q                          | Classificado por melhor tempo (Qualified) |   |                                      |
| Melhor marca do ano   | Melhor marca do ano (World leading)          | Recorde asiático      | Recorde asiático (Asian)              | DNS                        | Não largou (Did not start)                |   |                                      |
| Recorde nacional      | Recorde nacional (National record)           | Recorde europeu       | Recorde europeu (European)            | DNF                        | Não terminou (Did not finish)             |   |                                      |
| Recorde pessoal       | Recorde pessoal do atleta (Personal best)    | Recorde da Oceania    | Recorde da Oceania (Oceania)          | DSQ / DQ                   | Desclassificado (Disqualified)            |   |                                      |
| Recorde da temporada  | Recorde da temporada do atleta (Season best) | Recorde sul-americano | Recorde sul-americano (South America) | NM                         | Sem marca (No mark)                       |   |                                      |